# 內塞伯爾
內塞伯爾（保加利亞語：、拉丁化：Nesebar）是保加利亞的一座歷史古城，今天則是布爾加斯州的一個沿海度假城市。在色雷斯語中的名稱是Menebria、現代希臘語中的名稱是（Mesimvria），舊名墨森布里亞（Mesembria）。內塞伯爾有著超過3000年的悠久歷史，可說是一座城市博物館。
內塞伯爾也是黑海最知名的觀光地和度假地。內塞伯爾附近有不少度假地，其中最大的是位於市北的陽光海灘（Sunny Beach）。
內塞伯爾過去因建設在細長的人工地峽與大陸連接的半島（過去曾是島嶼）上，因地形關係而得以逃脫眾多其他文明的征服。由於這座城市擁有豐富的歷史建築，使其在1983年被聯合國教科文組織列入世界遺產。截至2019年12月，內塞伯爾的人口有13,600名居民。

## 歷史

### 古代
內塞伯爾在公元前1000年時的名稱是Menebria ，當時是色雷斯人的村莊。在公元前6世紀早期，墨伽拉的多利安人來到這裡，內塞伯爾成為希臘的殖民地。在公元前425-424年，城市加入了提洛同盟。之後，內塞伯爾發展為重要的交易據點，也是阿波羅尼亞（索佐波爾）的競爭對手。希臘化時代的希臘時代的遺物有衛城、阿波羅神殿和阿哥拉。在公元前5世紀開始鑄造青銅、銀的硬幣，公元前3世紀時鑄造了金的硬幣，城市在公元前71年被羅馬帝國征服，但仍然擁有鑄造自己的硬幣的特權。

### 中世紀

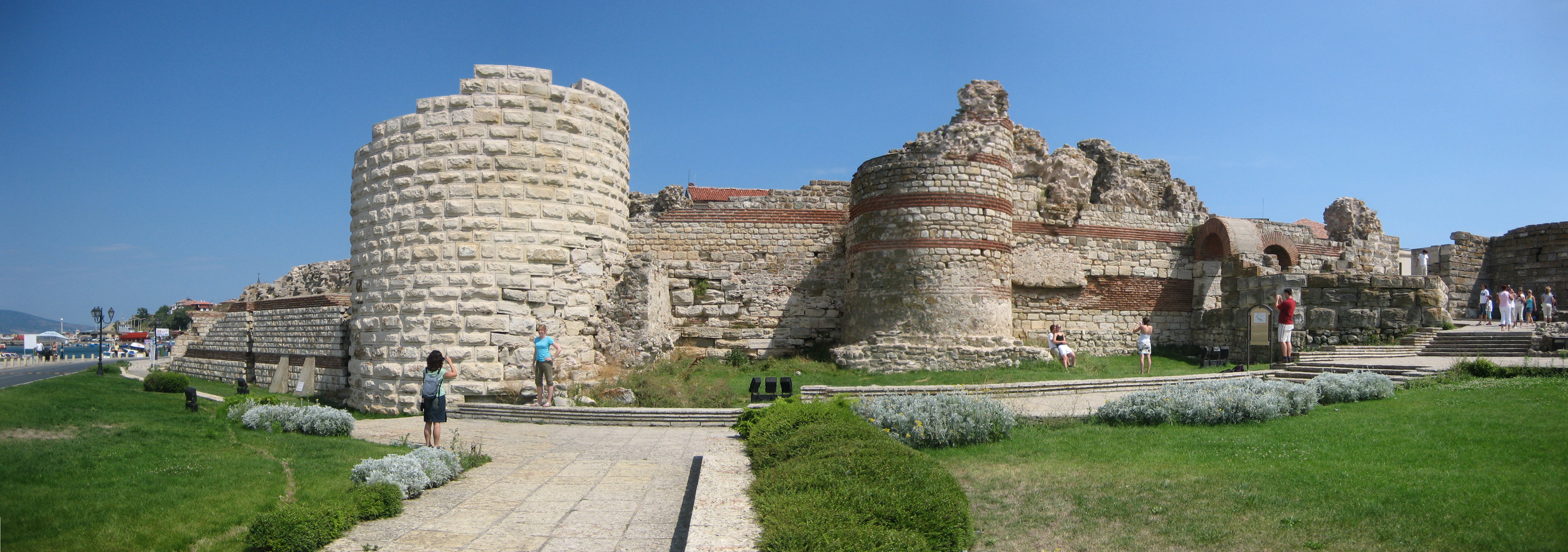
內塞伯爾入口處的防禦工事

在5世紀之後，內塞伯爾是東羅馬帝國時代最重要的要塞之一，東羅馬帝國和保加利亞第一帝國之間曾展開戰爭。812年，保加利亞帝國的克盧姆將這座城市納入保加利亞的支配之下，但經過了兩週的包圍之後，東羅馬收復了這座城市。864年，保加利亞皇帝西美昂一世再次征服了這裡，城市再度成為保加利亞領土。
在保加利亞第二帝國時期，內塞伯爾仍是保加利亞和東羅馬相互爭奪的城市。保加利亞帝國的伊萬·亞歷山大皇帝（1331年-1371年在位）統治時期，城市十分繁榮。薩伏伊伯爵阿梅迪奧六世率領的十字軍後來征服了城市。1366年，城市再度被東羅馬帝國統治。城市的斯拉夫語名稱内塞伯爾（Nesebar）或墨塞伯爾（Mesebar）這兩個名稱是在11世紀之後開始使用的。
中世紀時期的建築物有建于5世紀至6世紀的「古主教區」（ / Stara Mitropoliya，聖索菲亞教堂）、10世紀的教堂（聖母教堂）、11世紀的「新主教區」（ / Nova Mitropoliya、聖斯蒂芬教堂）、聖帕拉斯科瓦教堂、聖刁多禄教堂、聖天使邁克爾和聖天使加百利教堂、聖約翰阿利特格托斯教堂等。

### 奧斯曼統治
1453年，城市的統治者由東羅馬帝國改為奧斯曼帝國，城市雖然開始了衰退，但歷史建築物得到了保存。在19世紀，保加利亞黑海沿岸地區典型的東魯米利亞様式的木造建築民宅開始增加。在19世紀早期，許多當地人都參加了希臘愛國主義組織。1878年保加利亞解放之後，内塞伯爾是奧斯曼帝國自治州「東魯米利亞自治省」的一部份，1886年，東魯米利亞自治省和保加利亞合併，城市也成為保加利亞領土。

### 近代
在19世紀末期，内塞伯爾是希臘人漁民、葡萄酒生產者居住的小漁村。20世紀初期，城市的人口有1,870人。進入20世紀后，城市是保加利亞沿海地區的重要度假地，得到了開發。在1925年，進行了民族交換，希臘人離開了城市，建設了新市區，歷史地區也得到了修復。

## 教堂
內塞伯爾曾被認為是人均教堂數量最多的城鎮。，今天，共有四十座教堂全部或部分地存在於該鎮附近。。内塞伯爾具代表性的教堂有：
- 古主教區／聖索菲亞教堂（5世紀-6世紀）
- 聖母大教堂（6世紀）
- 施洗約翰教堂（11世紀）
- 新主教區／聖斯蒂芬聖堂（11世紀。在16世紀-18世紀修復）
- 聖刁多禄聖堂（13世紀）
- 聖帕拉斯科瓦教堂（13世紀-14世紀）
- 聖天使邁克爾和聖天使加百利教堂（13世紀-14世紀）
- 全能者教堂（13世紀-14世紀）
- 聖約翰阿利特格托斯教堂（14世紀）
- 聖斯帕斯教堂（17世紀）
- 聖克萊門特聖堂（17世紀）

內塞伯爾的教堂群集合了東羅馬帝國時代、保加利亞帝國時代、奧斯曼帝國時代的建築，是正教會重要的建築遺跡，在內塞伯爾也能看到從早期基督教樣式教堂到中世紀十字穹頂式教堂的変遷過程。

## 世界遺產基準
该世界遗产被认为满足世界遺產登錄基準中的以下基準而予以登錄：
- （iii）呈现有关现存或者已经消失的文化传统、文明的独特或稀有之证据。
- （iv）关于呈现人类历史重要阶段的建筑类型，或者建筑及技术的组合，或者景观上的卓越典范。

## 畫廊

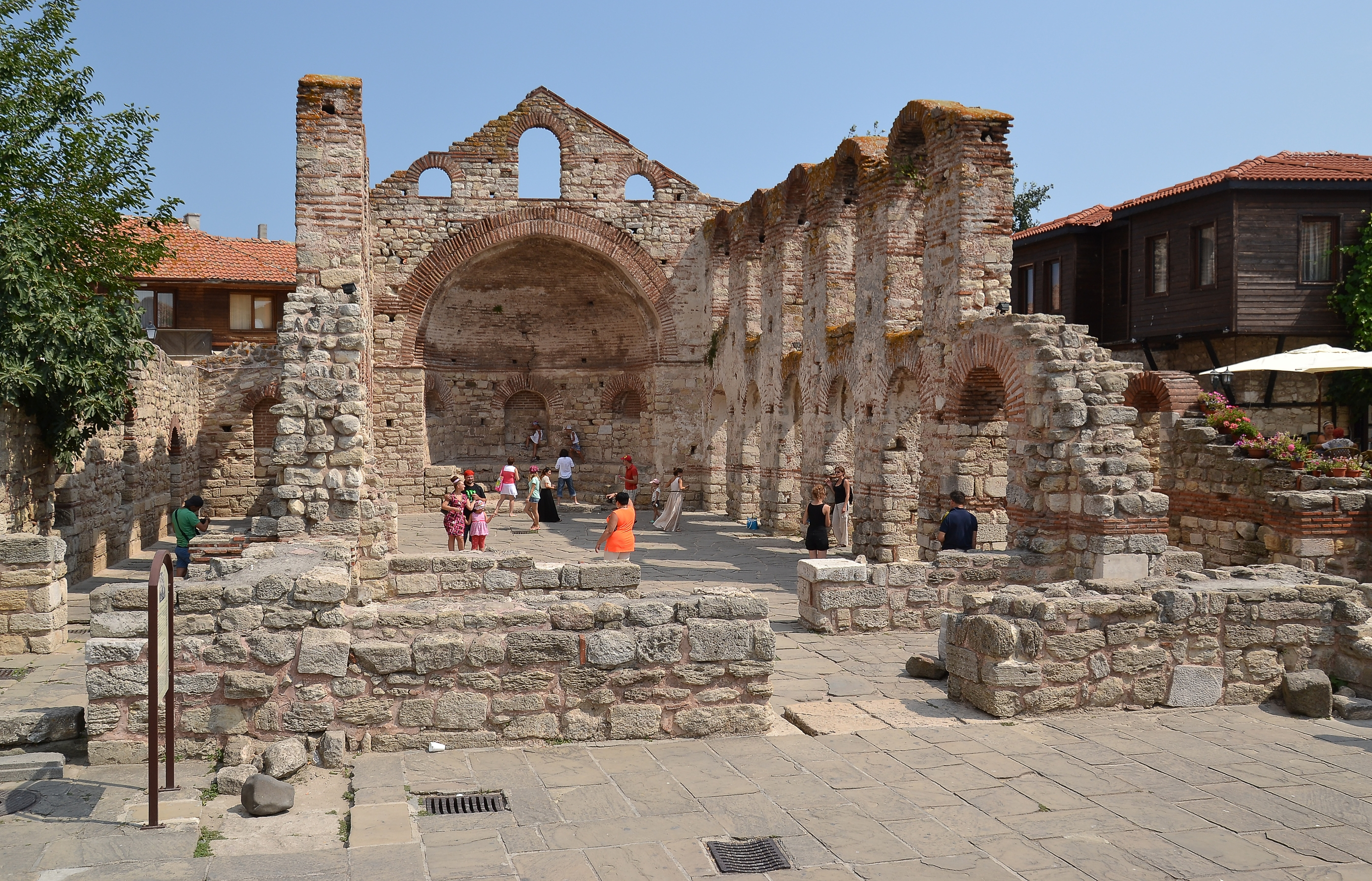
聖索菲亞教堂
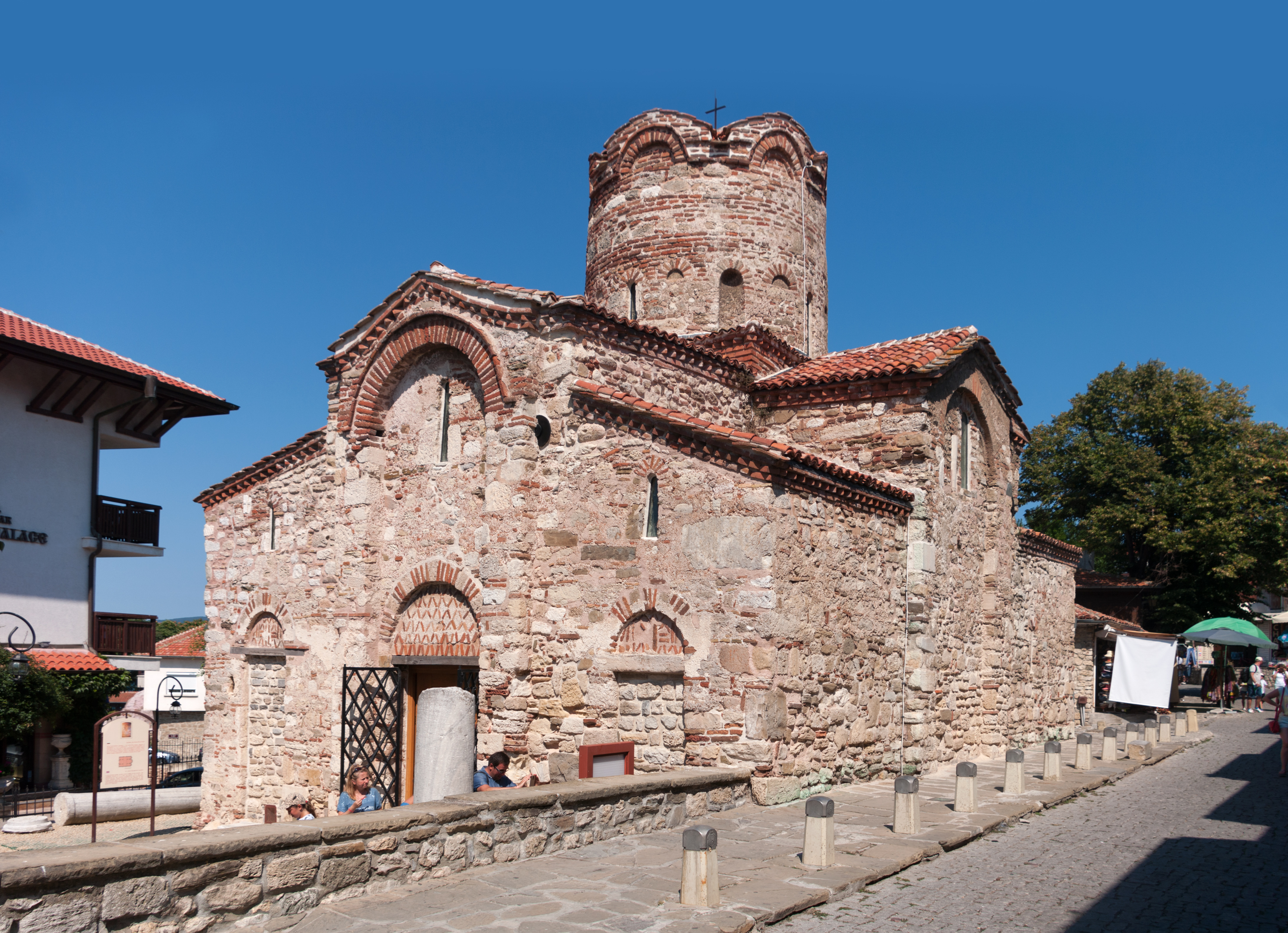
施洗者聖約翰教堂
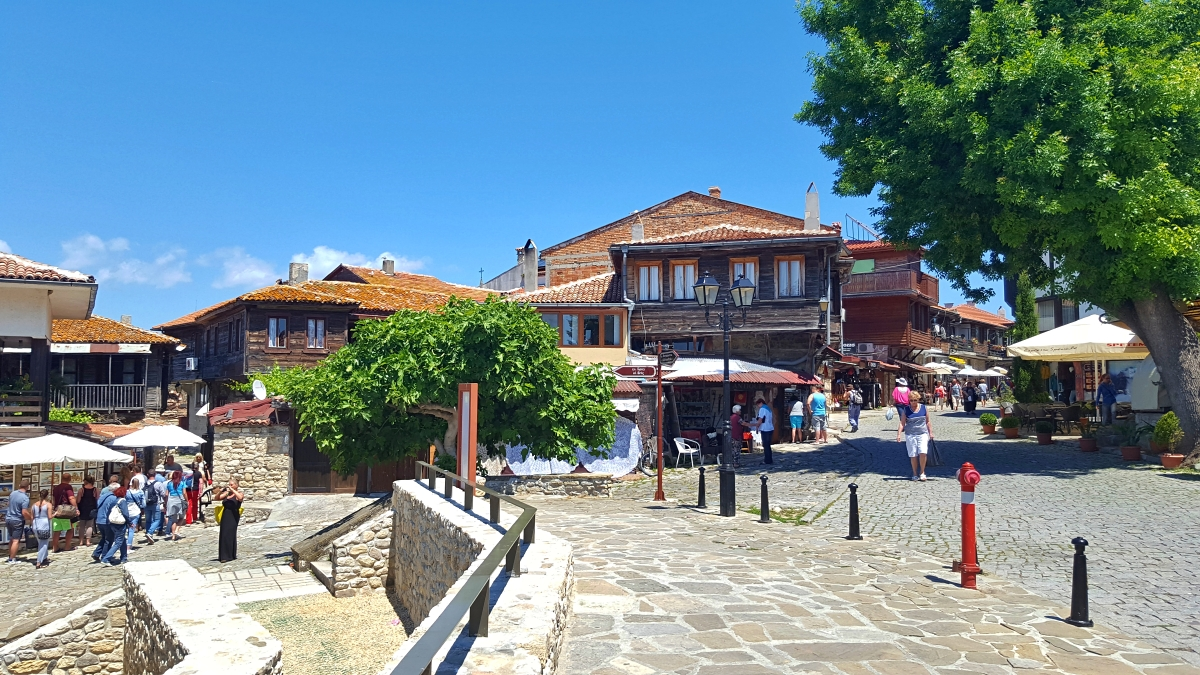
内塞伯爾市區
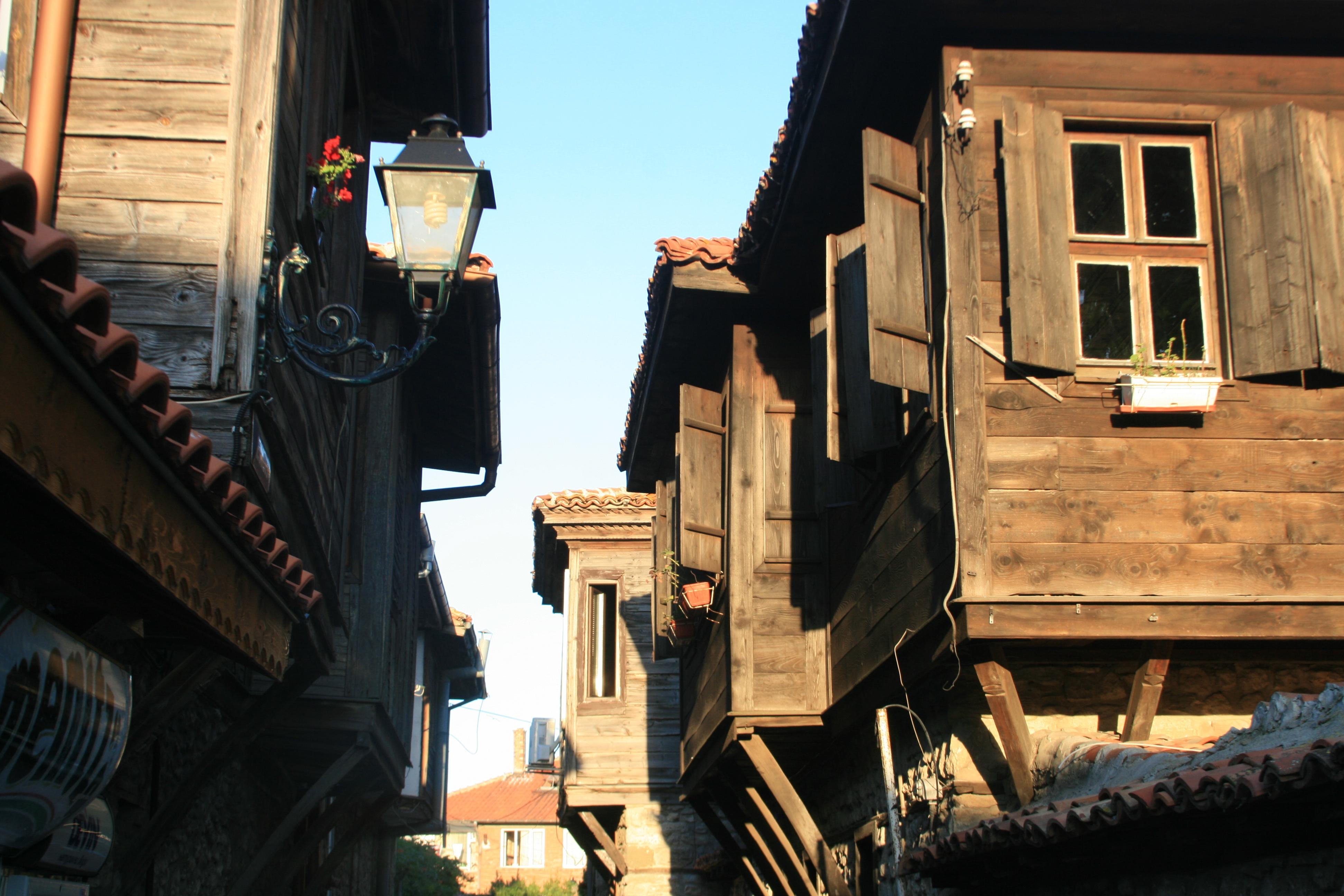
内塞伯爾市區的老屋

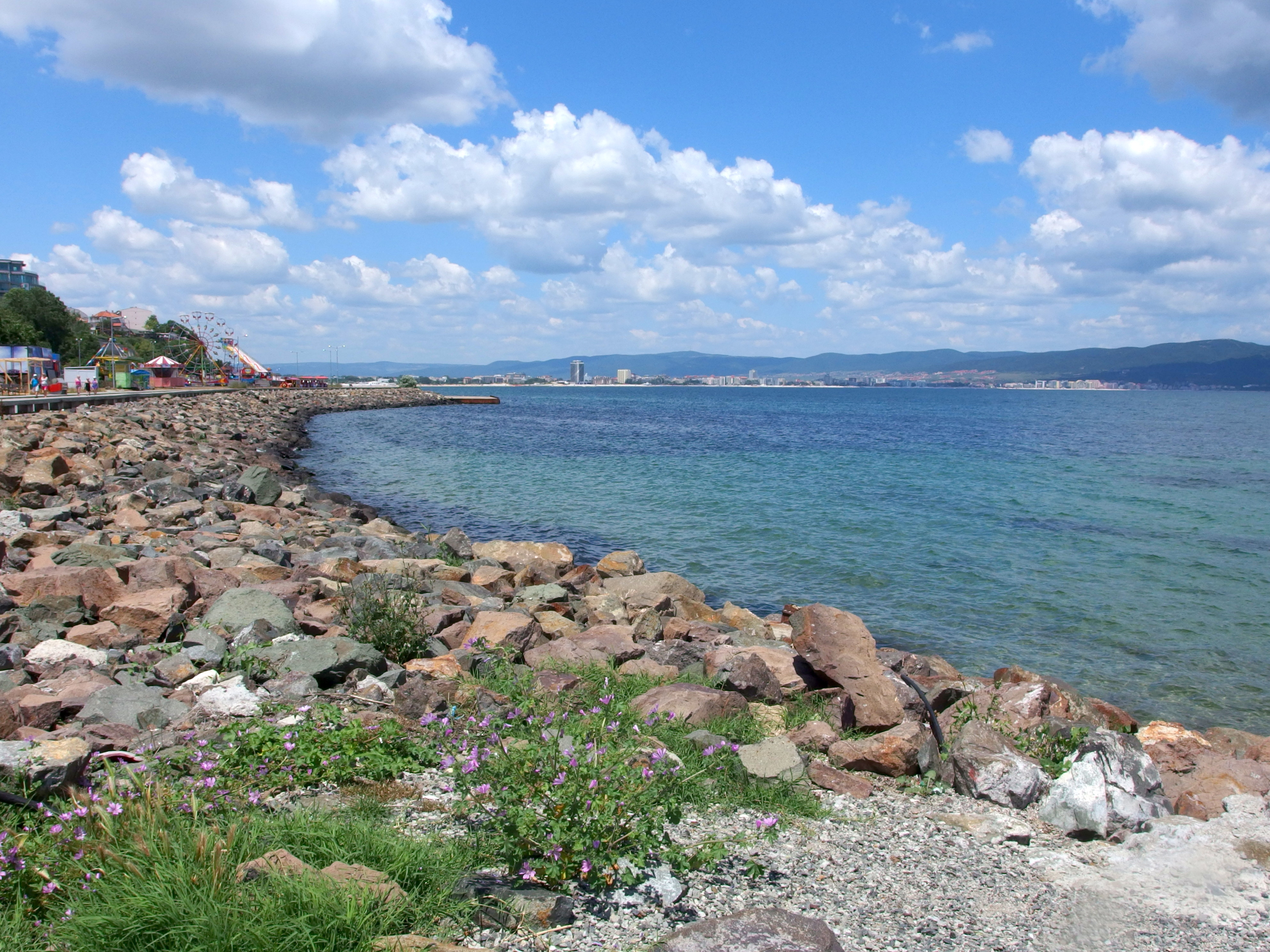
内塞伯爾市區的沿海地區
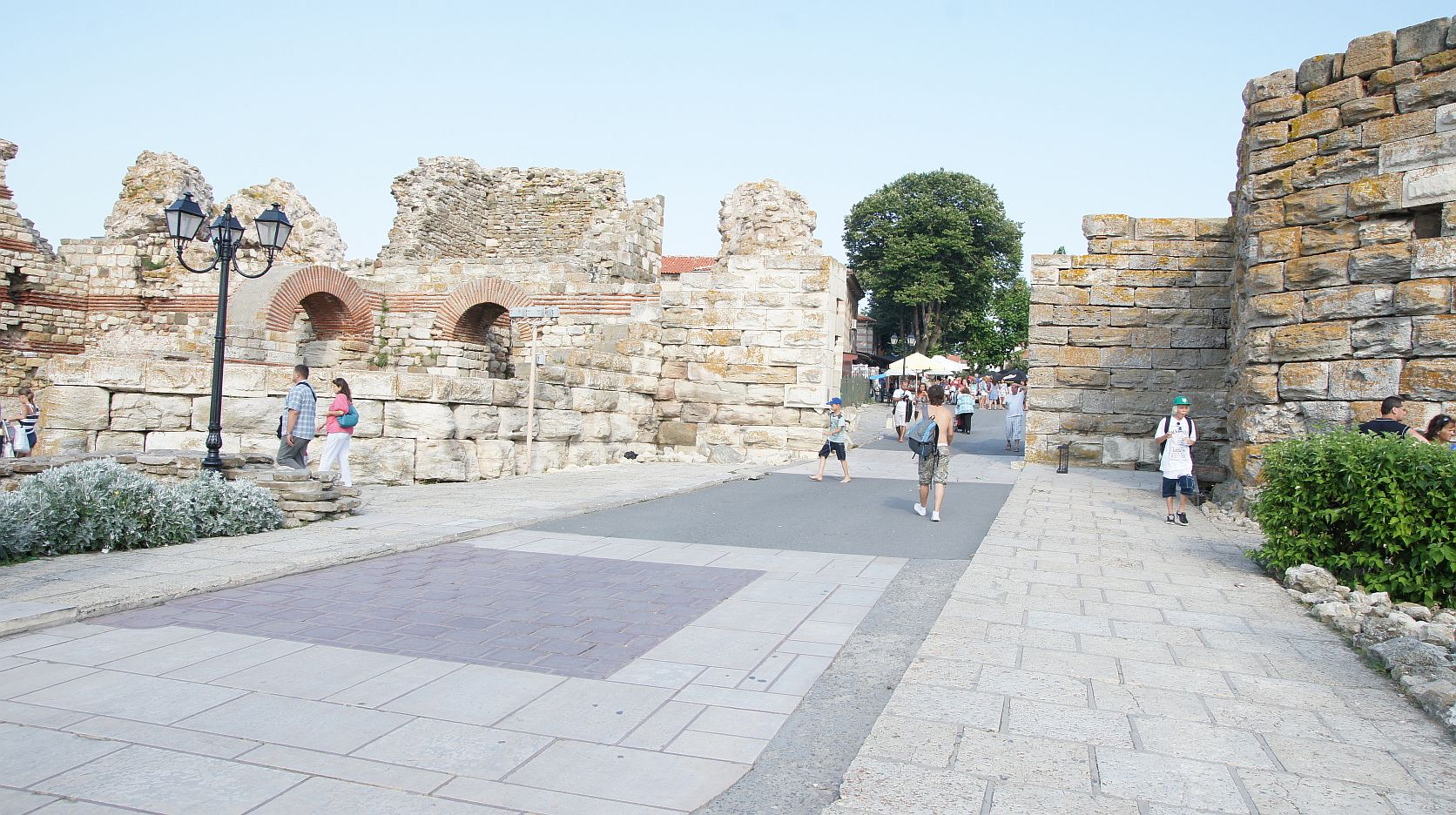
内塞伯爾城牆
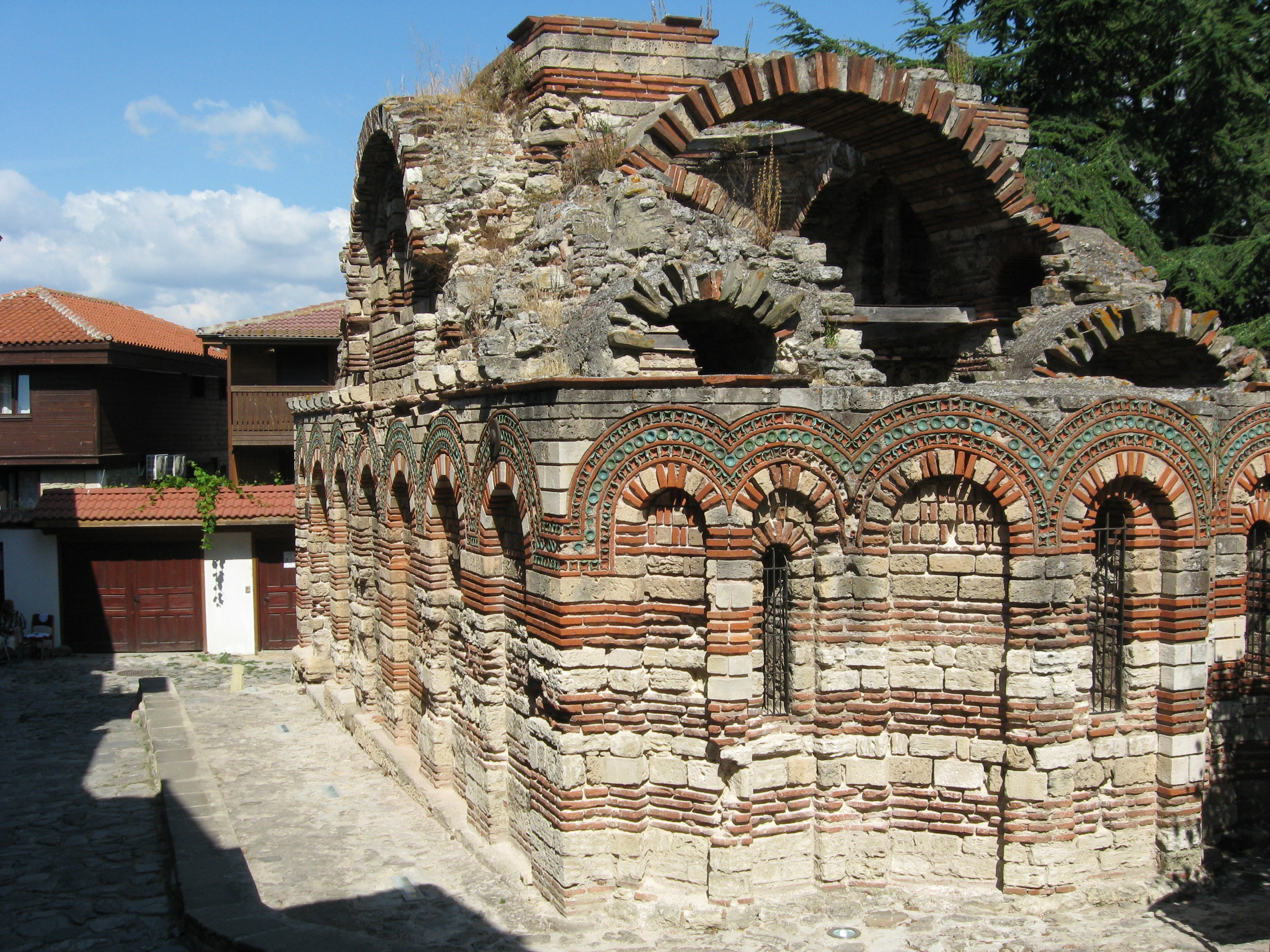
教堂遺跡
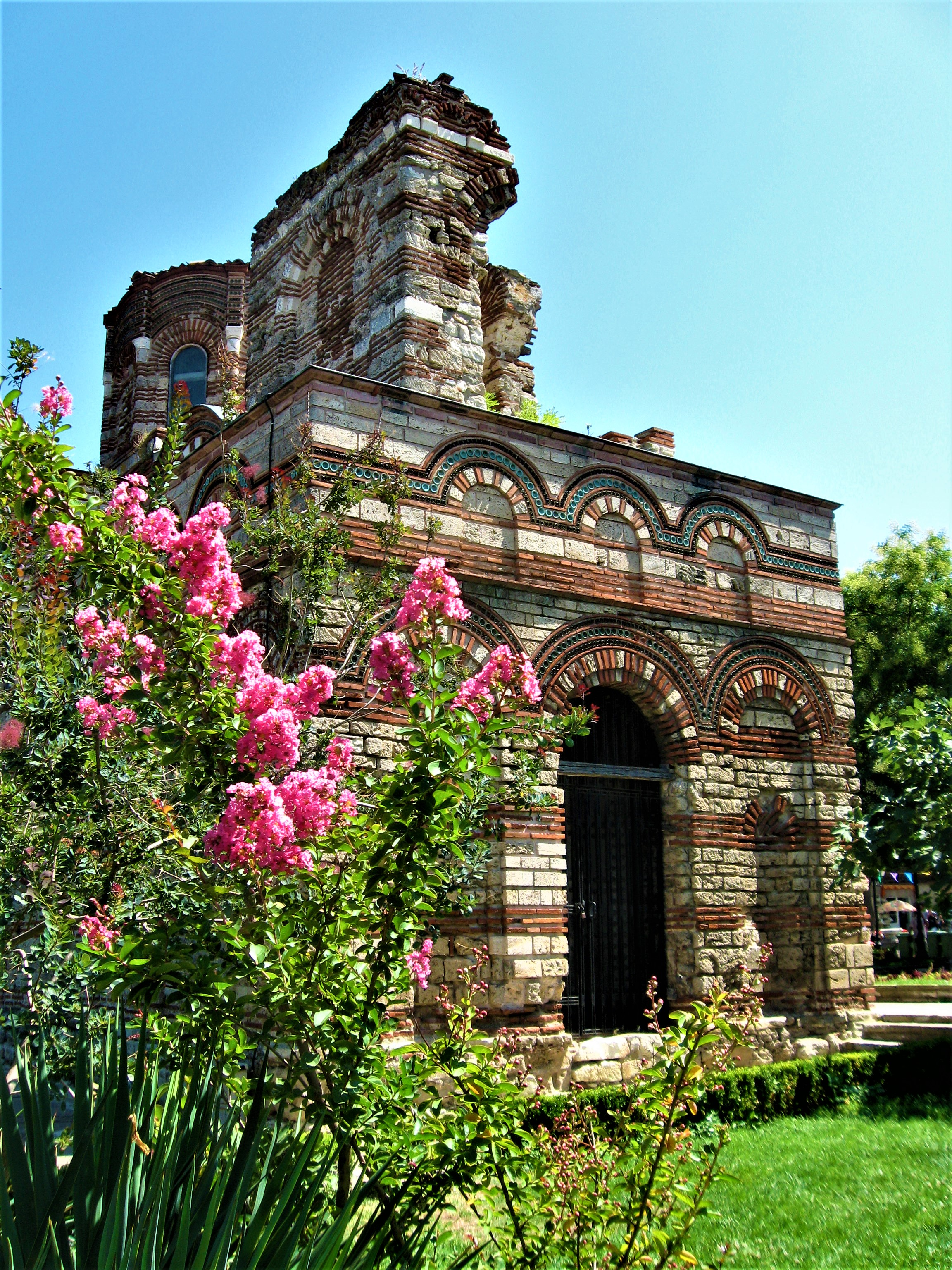
教堂遺跡

## 脚注
1. ^ Главна Дирекция - Гражданска Регистрация и Административно Обслужване. . 2009年6月15日  [2009年7月30日]. （原始内容存档于2016年3月15日） （保加利亚语）.

1. ↑  Petropoulos, Ilias. . Εγκυκλοπαίδεια Μείζονος Ελληνισμού, Εύξεινος Πόντος.   [8 June 2011]. （原始内容存档于2011-10-09）.
2. 1 2 3  Doncheva, Svetlana. . Εγκυκλοπαίδεια Μείζονος Ελληνισμού, Εύξεινος Πόντος.   [8 June 2011]. （原始内容存档于2011-10-09）.
3. ↑  .   [2006-08-06]. （原始内容存档于2007-02-22）.
4. ↑  .   [2012-04-15]. （原始内容存档于2011-07-19）.

## 外部連結
- Official site of Nessebar Municipal Council with news and information
- Ancient Nesebar （页面存档备份，存于）
- Photos from Nessebar 1 （页面存档备份，存于）
- Photos from Nessebar 2 （页面存档备份，存于）
- Gallery of pictures from Nesebar （页面存档备份，存于）
- Official site of Nessebar Municipal Council with news and information
- Ancient Nesebar （页面存档备份，存于）
- Photos from Nesebar （页面存档备份，存于）
- Satellite photo from WikiMapia（页面存档备份，存于）
- Nessebar 3d map